# The Forbidden Thing
Pour plus de détails, voir Fiche technique et Distribution.
The Forbidden Thing est un film américain réalisé par Allan Dwan, sorti en 1920.

## Synopsis
Le puritain Abel Blake prévoit de se marier avec Joan lorsque celle-ci est appelée au chevet d'un oncle malade dans un village voisin. En son absence, Abel tombe sous l'influence d'un groupe d'amis qui l'emmènent au "Ryan's", un dancing célèbre, où il rencontre la séductrice Glory Prada. Glory décide de faire la conquête d'Abel, qui tombe sous son emprise et finalement l'épouse. En apprenant cette nouvelle, la mère d'Abel meurt de chagrin et Joan se marie avec Dave, un pêcheur. Glory se lasse rapidement de lui et s'enfuit avec Jose Silva, propriétaire d'un cirque ambulant.
Sept ans ont passé, pendant ce temps Glory a été tuée par Jose et Dave s'est noyé lors d'une tempête, lassant derrière lui Joan et leurs deux enfants. Abel accepte de s'occuper du fils de Joan. Finalement Joan et Abel se retrouvent réunis pour commencer une nouvelle vie. 

## Fiche technique
- Titre original : The Forbidden Thing
- Réalisation : Allan Dwan

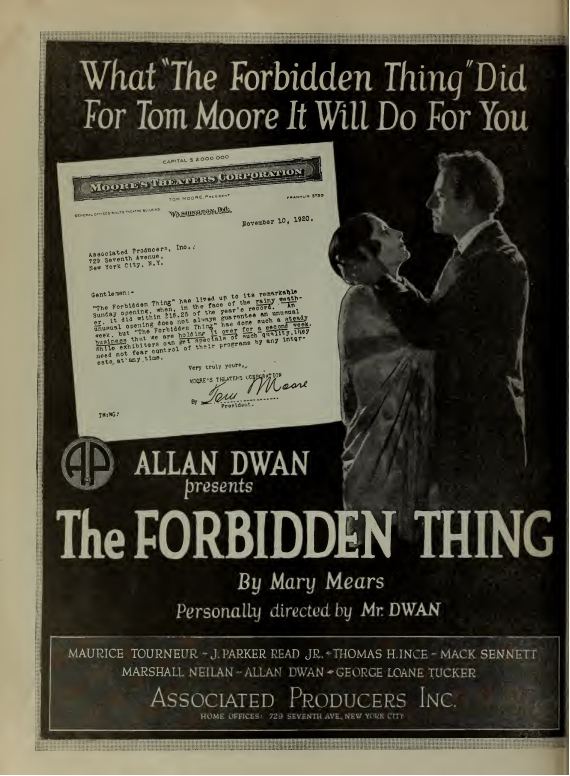
publicité parue dans Film Daily

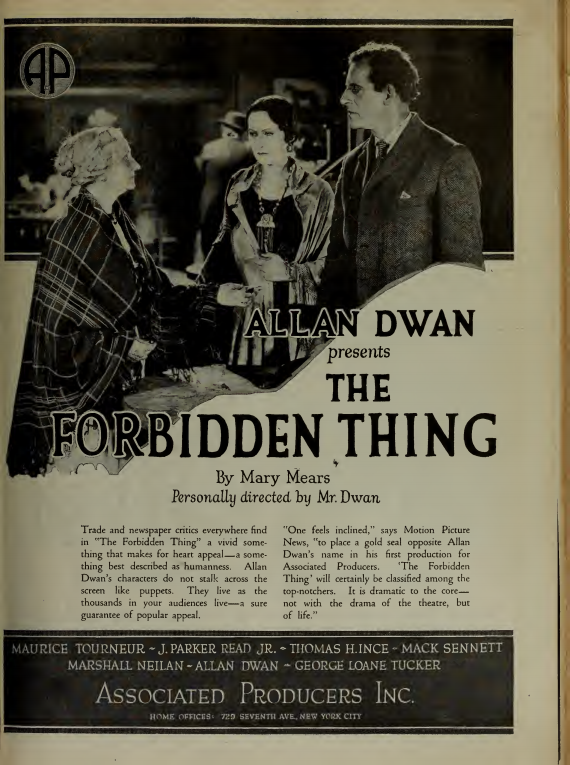
publicité parue dans Film Daily

- Scénario : Allan Dwan, d'après la nouvelle The Forbidden Thing  de Mary Mears
- Photographie : Tony Gaudio
- Production : Allan Dwan
- Société de production : Allan Dwan Productions
- Société de distribution : Associated Producers
- Pays de production :  États-Unis
- Langue originale : anglais
- Format : noir et blanc — 35 mm — 1,37:1 — Film muet
- Genre : drame
- Durée : 6 bobines
- Date de sortie :
  - États-Unis : novembre 1920

## Distribution
- James Kirkwood : Abel Blake
- Helen Jerome Eddy : Joan
- Marcia Manon : Glory Prada
- King Baggot : Dave
- Gertrude Claire : Mme Blake
- Jack Roseleigh : Jose
- Arthur Thalasso : Joe Portega
- Newton Hall : le garçon
- Harry Griffith : Ryan
- Katherine Norton : Mme Ryan

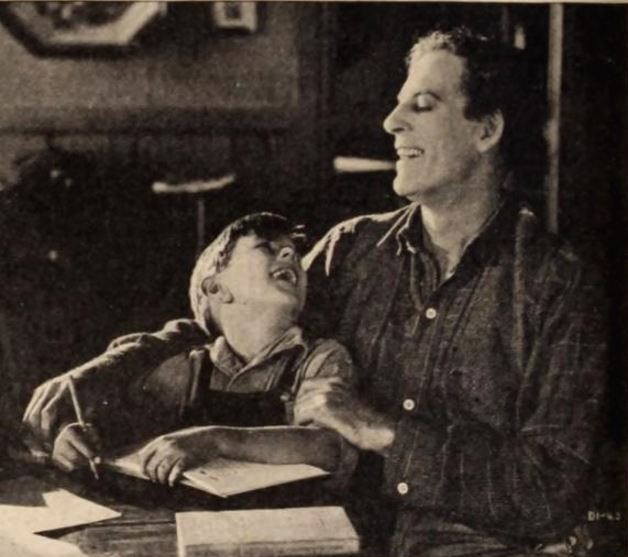
L'enfant acteur Newton Hall (1914–1971) et James Kirkwood dans une scène du film.
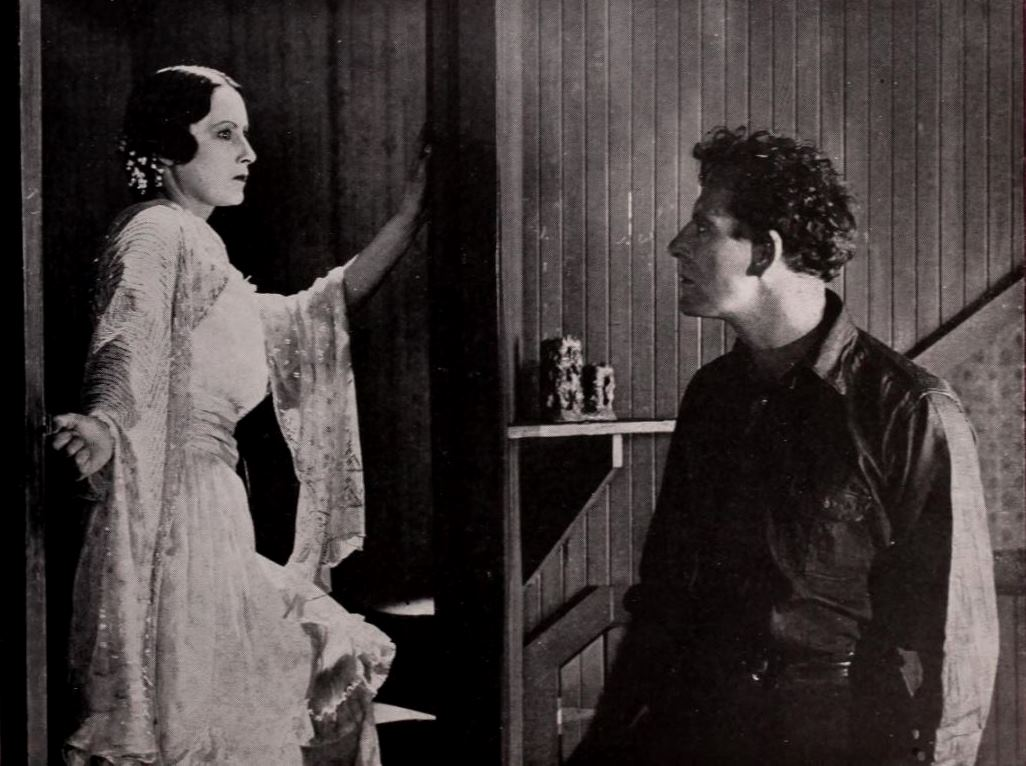
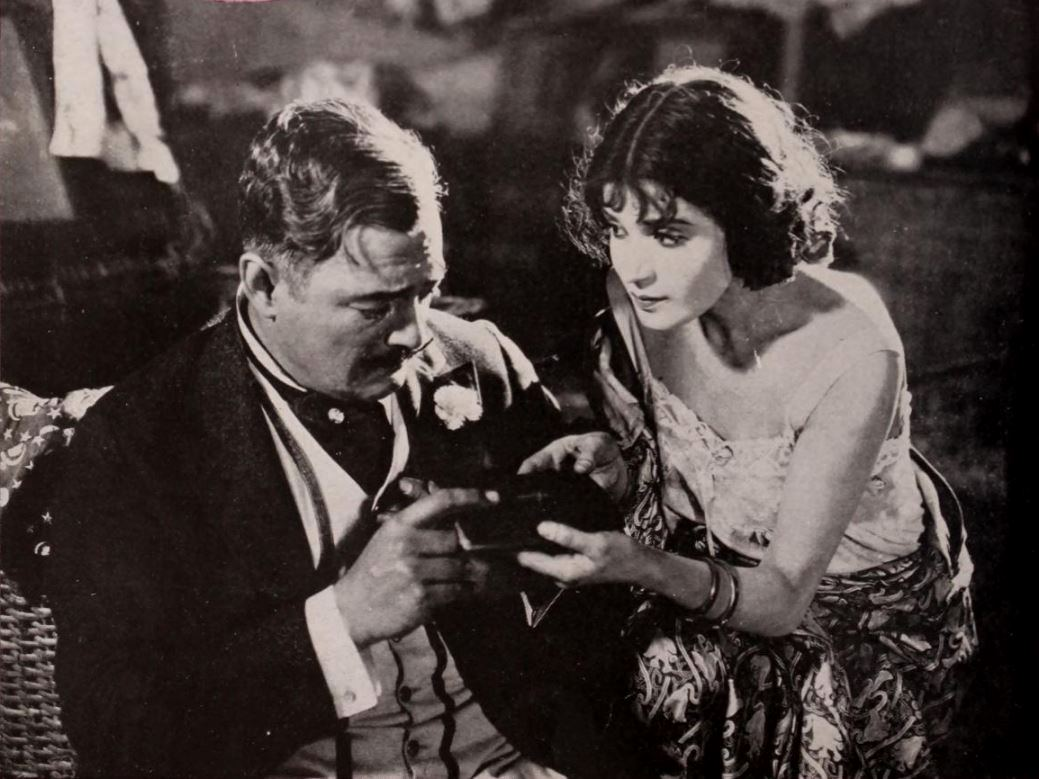